# 默吉雷什蒂鄉
46°31′N 26°33′E / 46.517°N 26.550°E
默吉雷什蒂鄉（羅馬尼亞語：Comuna Măgirești, Bacău），是羅馬尼亞的鄉份，位於該國東北部，由巴克烏縣負責管轄，面積33平方公里，海拔高度433米，2007年人口4,522，人口密度每平方公里136人。